# دیکسویل، کبک
دیکسویل (به فرانسوی: Dixville) شهری در منطقه شهری کوتیکوک ناحیه استری در استان کبک کانادا است. در سرشماری سال ۲۰۱۱ این شهر ۷۱۴ نفر جمعیت داشته‌است و مساحت آن ۷۶٫۱۷ کیلومتر مربع است.